# Cheumatopsyche albofasciata
Cheumatopsyche albofasciata är en nattsländeart som först beskrevs av Mclachlan 1872.  Cheumatopsyche albofasciata ingår i släktet Cheumatopsyche och familjen ryssjenattsländor. Inga underarter finns listade i Catalogue of Life.